# Больше-Сытьковский сельсовет
Больше-Сытьковский сельсовет — упразднённая административно-территориальная единица, существовавшая на территории Московской губернии и Московской области до 1954 года.
Больше-Сытьковский сельсовет возник в первые годы советской власти. По данным 1922 года он находился в составе Канаевской волости Волоколамского уезда Московской губернии.
24 марта 1924 года в связи с ликвидацией Канаевской волости Больше-Сытьковский с/с вошёл в состав Серединской волости.
По данным 1926 года в состав сельсовета входили 2 населённых пункта — Большое Сытьково и Нечёсово.
В 1929 году Больше-Сытьковский с/с был отнесён к Шаховскому району Московского округа Московской области.
23 июня 1939 года из Козловского с/с в Больше-Сытьковский было передано селение Неданово. 17 июля из упразднённого Козловского с/с в Больше-Сытьковский были переданы селения Козлово, Красная Гора и Татаринки. 4 октября селение Красное Село было передано из Больше-Сытьковского с/с в Черленковский.
9 мая 1940 года селение Татаринки было передано в Бухоловский с/с.
22 июня 1951 года в Больше-Сытьковский с/с из Черневского с/с Осташёвского района было передано селение Житаха.
4 января 1952 года из Бухоловского с/с в Больше-Сытьковский было возвращено селение Татаринки.
14 июня 1954 года Больше-Сытьковский с/с был упразднён, а его территория в полном составе передана в Бухоловский с/с.